# Pedro de Oña
Pedro de Oña (Angol, Reino de Chile; 1570-Lima, Virreinato del Perú; 1643) fue un poeta y escritor criollo, considerado como el primer poeta chileno. Su principal obra es Arauco domado, largo poema épico inspirado por La Araucana de Alonso de Ercilla y escrito a petición del virrey del Perú García Hurtado de Mendoza.Pedro de Oña, nació en la tercera fundación de Angol, lo que implica que no nació en dónde está emplazada la ciudad hoy en día sino que en San Luis Malvén, lugar donde se emplazó el nuevo Angol con nombre de San Andrés de Angol, también conocido como San Luis de Angol, o Los Infantes de Angol. Coordenadas exactas de su nacimiento: -37.660878, -72.416213.

## Biografía
Hijo del capitán burgalés Gregorio de Oña, que pasó a la Capitanía General de Chile en 1558, y de Isabel de Villegas y Acurcio. Fallecido su padre en un enfrentamiento durante la guerra de Arauco, fue trasladado a Lima, donde obtuvo una beca asignada al Real Colegio de San Felipe y San Marcos (1590), y se graduó de licenciado en Artes. Desde su infancia sintió apego a la literatura.
A las órdenes de Pedro de Arana, participó en una expedición enviada a Quito para sofocar la rebelión iniciada contra las alcabalas (1593). A su retorno, inició en la Universidad Mayor de San Marcos el curso de Teología. Nombrado corregidor de Jaén de Bracamoros, el 3 de mayo de 1596, presentó el manuscrito del Arauco domado  al Cabildo de la ciudad (7 de junio de 1596) para que lo revisase Leandro de Larrinaga Salazar, y parece que ejerció la corregiduría hasta 1602.
Luego viajó a Charcas, siguió a Santiago del Estero y Córdoba adonde llegó en junio de 1606. Posiblemente se embarcó en Buenos Aires para visitar España, pues en la península asumió la representación de la Academia Antártica al suscribir uno de los poemas laudatorios que Diego Mexía de Fernangil insertó en los preliminares de su Parnaso antártico (1608).
Retornó a Lima y fue nombrado corregidor de Yauyos (desde julio de 1608 hasta octubre de 1610), y hallándose de licencia, fue testigo del violento temblor que azotó Lima en 1609. Luego pasó al Cuzco, donde fue corregidor de Vilcabamba (1615-1617) y de Calca (hacia 1630). Allí terminó un extenso poema histórico en 1635, y aún vivía hacia 1643.
Además, fue quien introdujo una variante de estrofa de ocho versos: la octava de Pedro de Oña, que se compone de ocho endecasílabos (es decir, de once sílabas) en rima consonante ABBAABCC. Es una modificación de la octava real producida por su cruce con la copla de arte mayor.

Si pluma y vista de águila tuviera,
pluma con que romper el vacuo seno
y vista para ver el sol de lleno,
seguro de temor volara y viera,
o si tan remontada no estuviera
la soberana cumbre do me estreno,
prestárame el trabajo sus escalas
o me valiera entonces de mis alas.
A
B
B
A
A
B
C
C

## Homenajes
Existe una estatua de Pedro de Oña creada por el escultor peruano Mario Osorio en Angol inaugurada en 2011, esta estatua ubicada al frente de la Plazoleta Arturo Prat y el puente Vergara.

## Obras
- Arauco domado (1596)
- El temblor de tierra de Lima (1609)
- Ignacio de Cantabria (1629)
- El vasauro (1635).